# Arichlidon reyssi
Arichlidon reyssi é uma espécie de anelídeo pertencente à família Chrysopetalidae.
A autoridade científica da espécie é Katzmann, Laubier & Ramos, tendo sido descrita no ano de 1974.
Trata-se de uma espécie presente no território português, incluindo a sua zona económica exclusiva.